# Olhos-d'Água
Olhos-d'Água is een gemeente in de Braziliaanse deelstaat Minas Gerais. De gemeente telt 5.338 inwoners (schatting 2009).

## Aangrenzende gemeenten
De gemeente grenst aan Bocaiuva en Diamantina.